# Acher
L'Acher est une rivière allemande de 53,5 km de long qui coule dans le land de Bade-Wurtemberg. Elle est un affluent du Rhin en rive droite.